# Лотошино (муниципальный округ)
Муниципа́льный о́круг Лотошино — муниципальное образование на северо-западе Московской области России, соответствующее по административно-территориальному делению посёлку городского типа областного подчинения Лотошино с административной территорией.
Административный центр — посёлок городского типа Лотошино.
До 2019 года — Лотошинский район, административно-территориальная единица (район) и муниципальное образование (муниципальный район). 26 мая 2019 года Лотошинский муниципальный район был преобразован в городской округ Лотошино. 23 июля 2019 года Лотошинский административный район был преобразован в посёлок городского типа областного подчинения Лотошино с административной территорией.
С 1 января 2025 года городской округ Лотошино преобразован в муниципальный округ Лотошино.

## История
Образован в июле 1929 года в ходе реформы административно-территориального деления СССР. В состав района, вошедшего в Московский округ вновь образованной Московской области, вошла территория Лотошинской и Ошейкинской волостей, а также часть Раменской волости Волоколамского уезда Московской губернии и большая часть бывшей Микулинской волости Тверского уезда Тверской губернии. 30 июля 1930 года Московский округ был упразднён, а Лотошинский район отошёл в прямое подчинение Московской области.
Во время Великой Отечественной войны, 17 ноября 1941 года, район был полностью оккупирован немецко-фашистскими войсками. Освобождён 17 января 1942 года в ходе контрнаступления советских войск. Из 146 населённых пунктов уцелело лишь 20 деревень.
Лотошинский район был образован 12 июля 1929 года. В его состав вошли следующие сельсоветы:
- из Лотошинской волости Волоколамского уезда Московской губернии: Акуловский, Астреневский, Высочковский, Гавриловский, Лотошинский, Новолисинский, Новошинский, Орешковский, Старолисинский
- из Микулинской волости Тверского уезда Тверской губернии: Звягинский, Ильинский, Калицинский, Киевский, Микулинский, Нововасильевский, Палкинский, Речковский, Рождественский, Федосовский, Храневский
- из Ошейкинской волости Волоколамского уезда: Бреневский, Власовский, Егорьевский, Звановский, Кельевский, Клусовский, Кузяевский, Кушеловский, Ошейкинский, Покровский, Сологинский, Степаньковский, Телешовский, Узоровский, Чекчинский, Шестаковский
- из Раменской волости Волоколамского уезда: Агнищевский, Корневский, Кульпинский, Михалёвский, Стрешневогорский.

10 мая 1930 года из Степуринского района Западной области в Лотошинский район были переданы Афанасовский и Введенский с/с.
20 мая 1930 года из Тургиновского района в Лотошинский район был передан Казарецкий с/с, а из Шаховского района — Мостищевский с/с.
17 июля 1939 года были упразднены Акуловский, Астреневский, Гавриловский, Звягинский, Ильинский, Казарецкий, Кузяевский, Мостищевский, Нововасильевский, Палкинский, Покровский, Рождественский, Сологинский, Старолисинский, Стрешневогорский, Телешовский, Храневский и Чекчинский с/с.
20 марта 1951 года село Лотошино было преобразовано в посёлок городского типа. При этом Лотошинский с/с был упразднён.
28 декабря 1951 года был упразднён Степаньковский с/с.
14 июня 1954 года Новошинский и Федосовский с/с были объединены в Нововасильевский, Новолисинский и Корневский — в Монасеинский, Звановский и Егорьевский — в Кругловский, Агнищевский и Орешковский — в Ушаковский. Были упразднены Бреневский, Власовский, Высочковский, Кельевский, Киевский, Кушеловский и Речковский с/с.
5 ноября 1959 года был упразднён Калицинский с/с.
20 августа 1960 года Афанасовский с/с был переименован в Калицинский.
30 декабря 1962 года Лотошинский район был упразднён, а его территория передана в Волоколамский сельский район.
11 января 1965 года Лотошинский район был воссоздан в прежнем составе (за одним исключением — 31 августа 1963 года Шестаковский с/с был переименован в Савостинский).
21 января 1975 года были упразднены Калицинский, Клусовский и Узоровский с/с.
22 августа 1979 года был упразднён Кругловский с/с, а Нововасильевский с/с был переименован в Кировский.
24 июля 1986 года был упразднён Кульпинский с/с.
В 1994 году сельсоветы были преобразованы в сельские округа.
В 2005 году вместо сельских округов на территории Лотошинского района были образованы городское поселение Лотошино и сельские поселения Микулинское и Ошейкинское.
26 мая 2019 года все городские и сельские поселения Лотошинского муниципального района были упразднены и объединены в новое единое муниципальное образование — городской округ Лотошино.
23 июля 2019 года Лотошинский район как административно-территориальная единица области был упразднён, а вместо него образована новая административно-территориальная единица — посёлок городского типа областного подчинения Лотошино с административной территорией.

## География

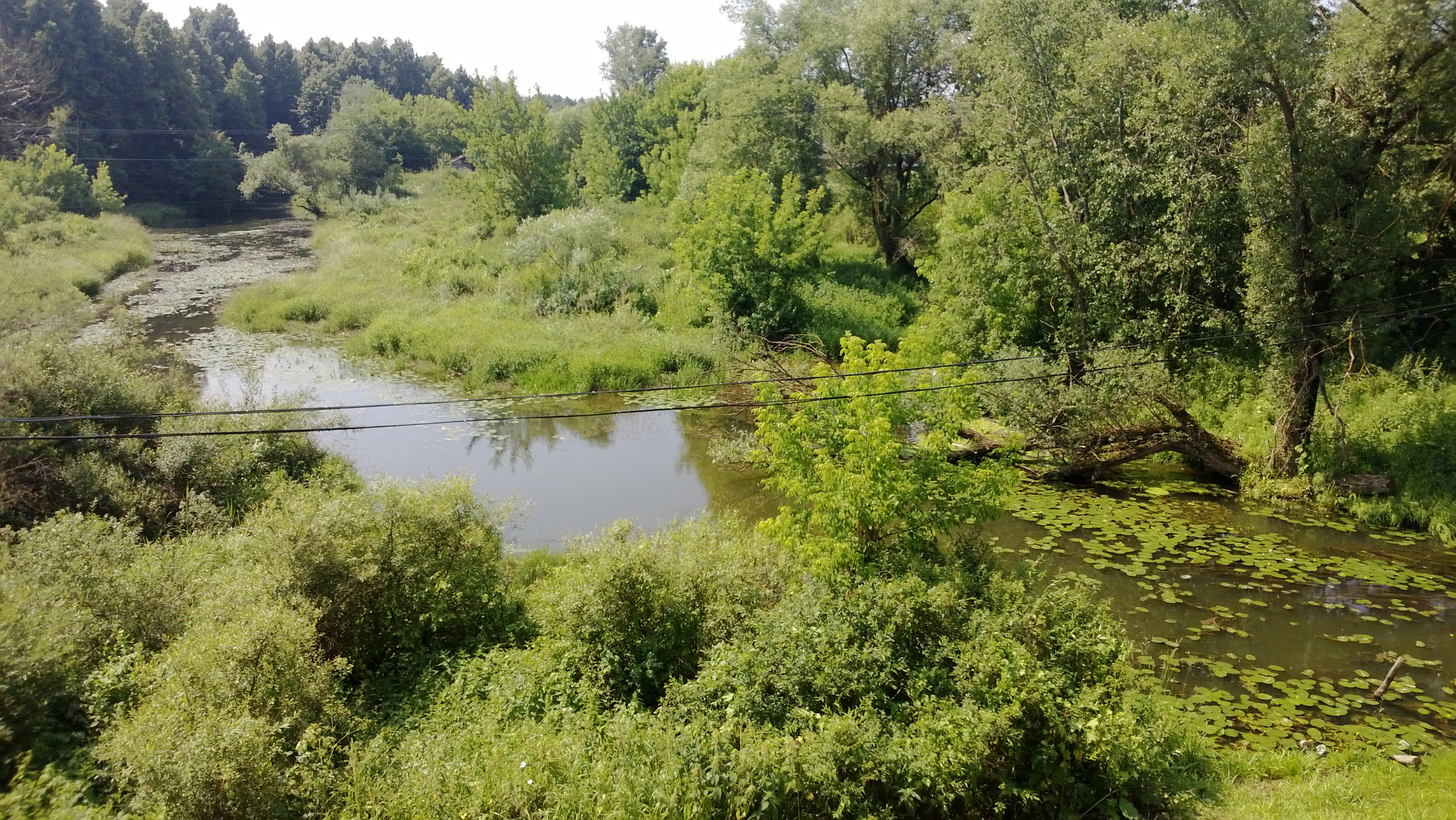
Река Лобь, посёлок Лотошино

Площадь территории составляет 97 957 га (979,57 км²), леса занимают около 40 % этой площади и отнесены к лесам 1-й группы, выполняя санитарно-гигиеническую, рекреационную и водоохранную функции. Район расположен на Волго-Шошинской низменности.
Граничит с городскими округами Шаховская и Клин, а также с Волоколамским районом Московской области; Конаковским, Калининским, Старицким и Зубцовским районами Тверской области.
В геоморфологическом отношении городской округ приурочен к верхневолжской зандрово-аллювиальной низменности и представляет собой пологую моренную равнину московского оледенения, которая приподнята в среднем на 140—200 м над уровнем моря, а самые низкие отметки высоты — порядка 130—145 м — находятся в долине реки Лоби.
Климат района — умеренно континентальный. Самый тёплый месяц — июль, среднемесячная температура которого составляет +18 °C, самый холодный месяц — январь, со среднемесячной температурой −10,5 °C. Среднегодовая температура — +3 °C. Годовая сумма осадков — 600 мм, продолжительность безморозного периода — около 120 дней. Почва промерзает на глубину до 1,2 м, период устойчивого снежного покрова — с декабря по март включительно.
По территории городского округа протекает более 20 рек и ручьёв, самые крупные из которых — Шоша, Лама и Лобь. Общая длина рек составляет 454 км, из них 11,5 км — в границах особо охраняемых природных территорий. Имеются озёра (Круглое, Алпатово, Большое Соколово, Малое Соколово), множество родников, создано несколько водохранилищ. Гидрографическая сеть относится к бассейну Волги, входя в водосборную зону Иваньковского водохранилища.

## Население
| 1931    | 1939    | 1959    | 1970    | 1979    | 1989    | 2002    | 2006    | 2009    |
| ------- | ------- | ------- | ------- | ------- | ------- | ------- | ------- | ------- |
| 41 400  | ↘32 758 | ↘18 251 | ↘17 399 | ↘16 935 | ↗18 290 | ↗18 337 | ↗18 404 | ↘17 477 |
| 2010    | 2011    | 2012    | 2013    | 2014    | 2015    | 2016    | 2017    | 2018    |
| ↗17 859 | ↘17 672 | →17 672 | ↘17 551 | ↘17 325 | ↘17 182 | ↘16 925 | ↘16 567 | ↘16 344 |
| 2019    | 2020    | 2021    | 2023    | 2024    |         |         |         |         |
| ↘16 126 | ↘16 084 | ↗22 217 | ↘21 919 | ↘21 886 |         |         |         |         |

### Урбанизация
В городских условиях (посёлок городского типа Лотошино) проживают 28,15 % населения.

### Национальный состав
По итогам переписи населения 2020 года проживали следующие национальности (национальности менее 0,1 % и другое, см. в сноске к строке «Другие»):
| Национальность | Численность, чел. | Доля     |
| -------------- | ----------------- | -------- |
| Русские        | 20 026            | 90,14 %  |
| Украинцы       | 99                | 0,45 %   |
| Армяне         | 96                | 0,43 %   |
| Чуваши         | 78                | 0,35 %   |
| Азербайджанцы  | 74                | 0,33 %   |
| Узбеки         | 51                | 0,23 %   |
| Татары         | 49                | 0,22 %   |
| Таджики        | 33                | 0,15 %   |
| Мордва         | 27                | 0,12 %   |
| Белорусы       | 23                | 0,10 %   |
| Другие         | 1661              | 7,48 %   |
| Итого          | 22 217            | 100,00 % |

## Территориальное устройство
Лотошинский район до 2006 года включал 1 посёлок городского типа (рабочий посёлок) и 8 сельских округов: Введенский, Кировский, Микулинский, Михалёвский, Монасеинский, Ошейкинский, Савостинский, Ушаковский.
В Лотошинский муниципальный район с 2006 до 2019 гг. входило 3 муниципальных образования — 1 городское и 2 сельских поселения:
| №        | Муниципальное образование | Административный центр   | Количество населённых пунктов | Население | Площадь, км2 |
| -------- | ------------------------- | ------------------------ | ----------------------------- | --------- | ------------ |
| 1e-06    | Городские поселения:      |                          |                               |           |              |
| 1        | Лотошино                  | рабочий посёлок Лотошино | 43                            | ↘10 334   | 262,17       |
| 1.000002 | Сельские поселения:       |                          |                               |           |              |
| 2        | Микулинское               | село Микулино            | 38                            | ↘3287     | 315,21       |
| 3        | Ошейкинское               | деревня Доры             | 43                            | ↘2505     | 402,19       |

## Населённые пункты
В Лотошинском районе 124 населённых пункта.
| №   | Населённый пункт | Тип                     | Население | Муниципальное образование      |
| --- | ---------------- | ----------------------- | --------- | ------------------------------ |
| 1   | Абушково         | деревня                 | ↘1        | городское поселение Лотошино   |
| 2   | Агнищево         | деревня                 | ↗73       | сельское поселение Ошейкинское |
| 3   | Акулово          | деревня                 | ↗19       | городское поселение Лотошино   |
| 4   | Андрейково       | деревня                 | ↘4        | сельское поселение Микулинское |
| 5   | Аринькино        | деревня                 | ↗6        | сельское поселение Микулинское |
| 6   | Астренёво        | деревня                 | ↘1        | сельское поселение Ошейкинское |
| 7   | Афанасово        | деревня                 | ↗106      | сельское поселение Микулинское |
| 8   | Березняки        | деревня                 | →0        | сельское поселение Ошейкинское |
| 9   | Боборыкино       | деревня                 | ↗29       | сельское поселение Микулинское |
| 10  | Большая Сестра   | посёлок                 | →216      | сельское поселение Ошейкинское |
| 11  | Борки            | деревня                 | ↗10       | сельское поселение Ошейкинское |
| 12  | Боровки          | деревня                 | ↗12       | сельское поселение Микулинское |
| 13  | Бородино         | деревня                 | ↘6        | сельское поселение Ошейкинское |
| 14  | Бренево          | деревня                 | →5        | сельское поселение Ошейкинское |
| 15  | Брыково          | деревня                 | ↗10       | сельское поселение Ошейкинское |
| 16  | Быково           | деревня                 | ↘4        | сельское поселение Микулинское |
| 17  | Введенское       | деревня                 | ↘694      | сельское поселение Микулинское |
| 18  | Верейки          | деревня                 | →0        | городское поселение Лотошино   |
| 19  | Владимировка     | деревня                 | ↗22       | сельское поселение Микулинское |
| 20  | Власово          | деревня                 | ↗16       | сельское поселение Ошейкинское |
| 21  | Волково          | деревня                 | ↘54       | сельское поселение Микулинское |
| 22  | Володино         | деревня                 | ↗44       | городское поселение Лотошино   |
| 23  | Воробьёво        | деревня                 | ↗25       | сельское поселение Ошейкинское |
| 24  | Высочки          | деревня                 | ↗46       | городское поселение Лотошино   |
| 25  | Вяхирево         | деревня                 | ↘32       | сельское поселение Микулинское |
| 26  | Гаврилово        | деревня                 | ↘86       | сельское поселение Ошейкинское |
| 27  | Горсткино        | деревня                 | ↗13       | городское поселение Лотошино   |
| 28  | Горы-Мещерские   | деревня                 | ↗3        | сельское поселение Ошейкинское |
| 29  | Грибаново        | деревня                 | ↘12       | сельское поселение Ошейкинское |
| 30  | Григорово        | деревня                 | →0        | сельское поселение Ошейкинское |
| 31  | Добрино          | деревня                 | ↗7        | городское поселение Лотошино   |
| 32  | Доры             | деревня                 | ↘540      | сельское поселение Ошейкинское |
| 33  | Егорье           | село                    | ↘3        | сельское поселение Ошейкинское |
| 34  | Званово          | село                    | ↗113      | сельское поселение Ошейкинское |
| 35  | Звягино          | деревня                 | ↗24       | городское поселение Лотошино   |
| 36  | Ивановское       | деревня                 | ↗161      | городское поселение Лотошино   |
| 37  | Издетель         | деревня                 | ↘13       | городское поселение Лотошино   |
| 38  | Ильинское        | деревня                 | ↗29       | сельское поселение Микулинское |
| 39  | Калистово        | деревня                 | ↘5        | сельское поселение Микулинское |
| 40  | Калицино         | деревня                 | ↗127      | городское поселение Лотошино   |
| 41  | Канищево         | деревня                 | ↘0        | сельское поселение Микулинское |
| 42  | Кельи            | деревня                 | ↗23       | сельское поселение Микулинское |
| 43  | Кировский        | посёлок                 | ↘2334     | городское поселение Лотошино   |
| 44  | Клетки           | деревня                 | →0        | городское поселение Лотошино   |
| 45  | Клусово          | деревня                 | ↘6        | сельское поселение Ошейкинское |
| 46  | Коноплёво        | деревня                 | ↗158      | сельское поселение Микулинское |
| 47  | Корневское       | село                    | ↘60       | городское поселение Лотошино   |
| 48  | Котляково        | деревня                 | ↘5        | сельское поселение Ошейкинское |
| 49  | Круглово         | деревня                 | ↘45       | сельское поселение Ошейкинское |
| 50  | Кряково          | деревня                 | ↗27       | городское поселение Лотошино   |
| 51  | Кудрино          | деревня                 | ↗3        | городское поселение Лотошино   |
| 52  | Кузяево          | деревня                 | ↗11       | сельское поселение Ошейкинское |
| 53  | Кульпино         | деревня                 | ↘385      | городское поселение Лотошино   |
| 54  | Курвино          | деревня                 | ↗7        | сельское поселение Ошейкинское |
| 55  | Курятниково      | деревня                 | ↘2        | сельское поселение Микулинское |
| 56  | Кушелово         | деревня                 | ↗32       | сельское поселение Ошейкинское |
| 57  | Лотошино         | посёлок городского типа | ↘6160     | городское поселение Лотошино   |
| 58  | Лужки            | деревня                 | ↘12       | городское поселение Лотошино   |
| 59  | Мазлово          | деревня                 | →2        | сельское поселение Микулинское |
| 60  | Макарово         | деревня                 | ↘2        | городское поселение Лотошино   |
| 61  | Максимово        | деревня                 | ↘18       | сельское поселение Ошейкинское |
| 62  | Мамоново         | деревня                 | ↘44       | сельское поселение Ошейкинское |
| 63  | Марково          | деревня                 | ↗57       | городское поселение Лотошино   |
| 64  | Марково          | деревня                 | ↘13       | сельское поселение Ошейкинское |
| 65  | Мармыли          | деревня                 | ↘4        | сельское поселение Ошейкинское |
| 66  | Мастищево        | деревня                 | ↘21       | городское поселение Лотошино   |
| 67  | Матвейково       | деревня                 | ↗3        | сельское поселение Ошейкинское |
| 68  | Матюшкино        | деревня                 | →0        | сельское поселение Ошейкинское |
| 69  | Микулино         | село                    | ↗1455     | сельское поселение Микулинское |
| 70  | Михалёво         | деревня                 | ↘455      | городское поселение Лотошино   |
| 71  | Могильцы         | деревня                 | ↘0        | сельское поселение Микулинское |
| 72  | Монасеино        | деревня                 | ↗329      | городское поселение Лотошино   |
| 73  | Натальино        | деревня                 | ↘22       | городское поселение Лотошино   |
| 74  | Немки            | посёлок                 | ↗59       | сельское поселение Микулинское |
| 75  | Нововасильевское | деревня                 | ↘119      | городское поселение Лотошино   |
| 76  | Новое Лисино     | деревня                 | ↘39       | городское поселение Лотошино   |
| 77  | Новолотошино     | посёлок                 | ↘1067     | городское поселение Лотошино   |
| 78  | Новошино         | деревня                 | ↗79       | городское поселение Лотошино   |
| 79  | Орешково         | деревня                 | ↗7        | сельское поселение Ошейкинское |
| 80  | Ошейкино         | деревня                 | ↘109      | сельское поселение Ошейкинское |
| 81  | Ошенево          | деревня                 | ↗12       | городское поселение Лотошино   |
| 82  | Павловское       | деревня                 | ↘3        | городское поселение Лотошино   |
| 83  | Палкино          | деревня                 | ↗56       | сельское поселение Микулинское |
| 84  | Паршино          | деревня                 | ↘14       | сельское поселение Микулинское |
| 85  | Пеньи            | деревня                 | ↗62       | сельское поселение Микулинское |
| 86  | Петровское       | деревня                 | ↘5        | сельское поселение Микулинское |
| 87  | Пешки            | деревня                 | ↘4        | городское поселение Лотошино   |
| 88  | Плаксино         | деревня                 | →2        | сельское поселение Ошейкинское |
| 89  | Плетенинское     | деревня                 | ↘17       | сельское поселение Микулинское |
| 90  | Поляны           | деревня                 | ↗4        | сельское поселение Микулинское |
| 91  | Раменье          | деревня                 | ↗5        | сельское поселение Микулинское |
| 92  | Рахново          | деревня                 | →0        | сельское поселение Ошейкинское |
| 93  | Редькино         | деревня                 | →0        | городское поселение Лотошино   |
| 94  | Речки            | деревня                 | ↗85       | сельское поселение Микулинское |
| 95  | Рождество        | деревня                 | ↗28       | городское поселение Лотошино   |
| 96  | Савостино        | деревня                 | ↘636      | сельское поселение Микулинское |
| 97  | Себудово         | деревня                 | ↗2        | сельское поселение Микулинское |
| 98  | Сельменево       | деревня                 | ↗26       | сельское поселение Микулинское |
| 99  | Сологино         | деревня                 | ↗28       | сельское поселение Ошейкинское |
| 100 | Софийское        | деревня                 | ↗21       | городское поселение Лотошино   |
| 101 | Старое Лисино    | деревня                 | ↘7        | городское поселение Лотошино   |
| 102 | Степаньково      | деревня                 | ↘17       | сельское поселение Ошейкинское |
| 103 | Стрешневы Горы   | деревня                 | ↘111      | городское поселение Лотошино   |
| 104 | Судниково        | село                    | ↗16       | сельское поселение Микулинское |
| 105 | Татарки          | деревня                 | ↗12       | сельское поселение Микулинское |
| 106 | Татьянки         | деревня                 | ↘0        | городское поселение Лотошино   |
| 107 | Телешово         | деревня                 | ↘15       | сельское поселение Ошейкинское |
| 108 | Теребетово       | деревня                 | ↘4        | сельское поселение Ошейкинское |
| 109 | Тереховка        | деревня                 | ↘11       | городское поселение Лотошино   |
| 110 | Торфяной         | посёлок                 | ↘48       | сельское поселение Ошейкинское |
| 111 | Турово           | деревня                 | ↘17       | городское поселение Лотошино   |
| 112 | Узорово          | деревня                 | ↘53       | сельское поселение Ошейкинское |
| 113 | Урусово          | деревня                 | ↘38       | городское поселение Лотошино   |
| 114 | Ушаково          | деревня                 | ↗1139     | сельское поселение Ошейкинское |
| 115 | Харпай           | деревня                 | ↗4        | городское поселение Лотошино   |
| 116 | Хилово           | деревня                 | ↗9        | сельское поселение Микулинское |
| 117 | Хмелевки         | деревня                 | ↗8        | сельское поселение Микулинское |
| 118 | Хранёво          | деревня                 | ↘92       | сельское поселение Микулинское |
| 119 | Чапаево          | деревня                 | ↘27       | городское поселение Лотошино   |
| 120 | Чекчино          | деревня                 | ↗19       | сельское поселение Ошейкинское |
| 121 | Шелгуново        | деревня                 | ↗9        | сельское поселение Микулинское |
| 122 | Шилово           | деревня                 | →6        | сельское поселение Ошейкинское |
| 123 | Шубино           | деревня                 | ↗26       | сельское поселение Ошейкинское |
| 124 | Щеглятьево       | село                    | ↘18       | сельское поселение Микулинское |

## Экономика
В экономике района преобладает аграрный сектор, основной специализацией хозяйств является производство молока. ОАО «Совхоз им. Кирова», кроме того, является одним из крупнейших производителей мяса в области. Рыбоводческое хозяйство ЗАО «Рыбкомбинат „Лотошинский“» с общей площадью прудов свыше 1300 га в 2007 году поставил в торговую сеть Москвы и нескольких городов Подмосковья 320 тонн живой рыбы.
Объём отгруженных товаров собственного производства, выполнено работ и услуг собственными силами по обрабатывающим производствам за 2010 год 0,042 млрд рублей.

## Общая карта
Легенда карты:
|  | Более 5000 жителей |
|  | 1000—3000 жителей  |
|  | 500—1000 жителей   |
|  | 200—500 жителей    |
|  | Менее 200 жителей  |

## Транспорт
По территории района проходит автодорога Р90, соединяющая М1 и М10, и примыкающая к ней Р107 Клин — Лотошино. Железных дорог нет.
В посёлке городского типа Лотошино расположена автостанция.

## Достопримечательности

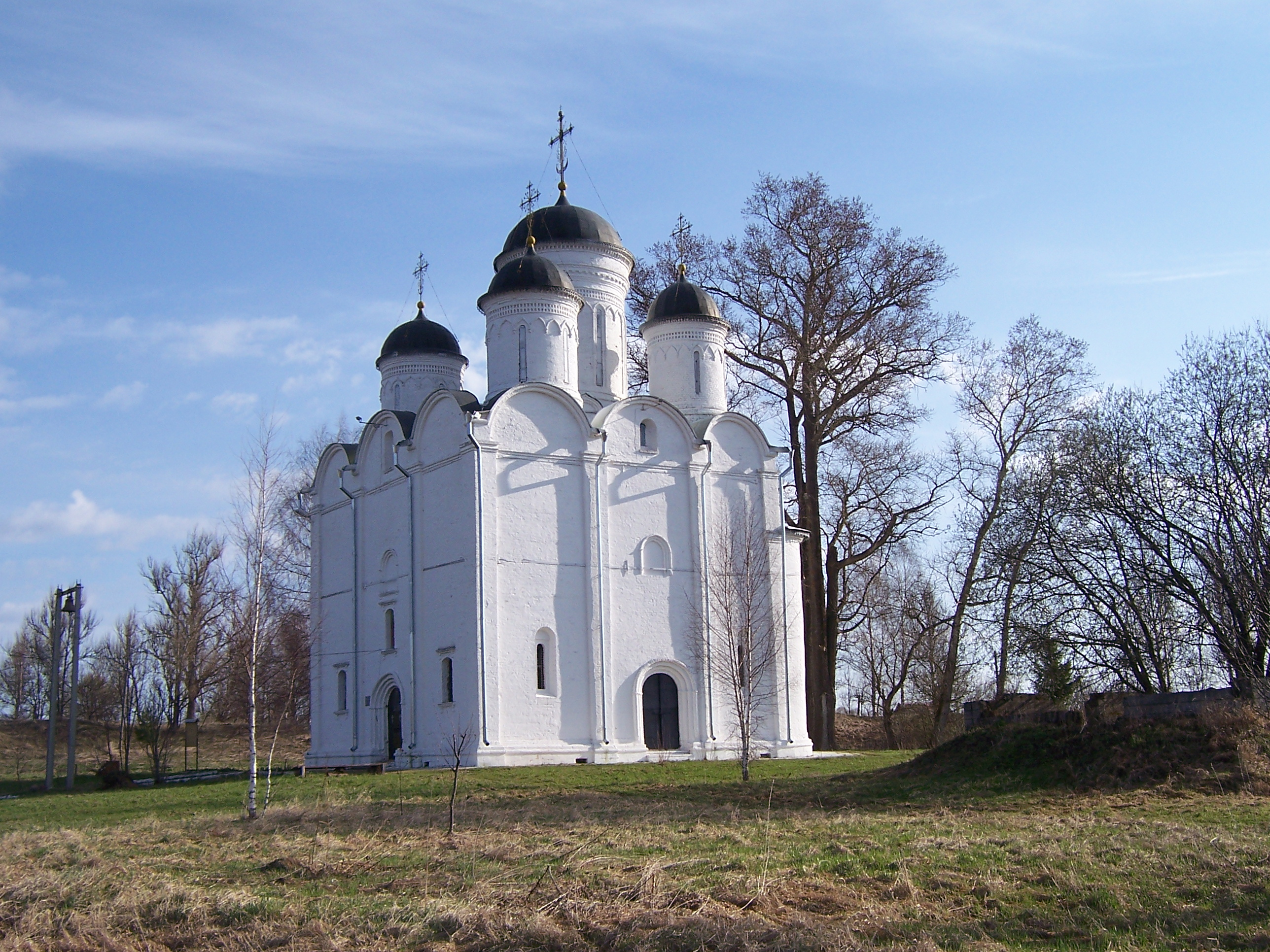
Собор Архангела Михаила

31 % от общей площади района занимают особо охраняемые природные территории, представленные заповедными лесными участками, заказниками и памятниками природы.
- Большую часть занимает национальный парк «Завидово» — природный резерват ценных видов растений, животных и птиц.
- Памятник природы «Микулино Городище» с Архангельским собором XVI века в селе (бывшем городе) Микулино. Площадь — 32,8 га, расположен на левом берегу реки Шоши. Остатки древнего городища с сохранившимся кольцевым валом XIV—XV веков.
- Заказник «Болото Святище». Площадь — 127 га. Расположен к югу от деревни Коноплёво и в 1—3 км к югу от деревни Боровки.
- Государственный памятник природы «Верховое болото». Площадь — 163 га. Расположен в 3 км на северо-запад от деревни Введенское. Имеет научное и водоохранное значение областного масштаба.
- Заказник «Междуречье рек Большая и Малая Сестра». Площадь — около 1220 га. На территории заказника обитают лось, кабан, благородный олень, косуля, бобр, многочисленна американская норка, обитает выдра, ряд редких видов птиц, в том числе скопа, беркут, орлан-белохвост, змееяд, занесённые в Красную книгу РСФСР.